# Gerard Kassar
Gerard Kassar, también conocido como Jerry Kassar, es un operador político estadounidense y exfuncionario del gobierno. Actualmente es el presidente del Partido Conservador del Estado de Nueva York, cargo que ocupa desde febrero de 2019.Kassar sucedió al presidente de larga data Michael Long.
Kassar comenzó su carrera política trabajando en campañas para cargos públicos y ocupando cargos oficiales dentro del Partido Conservador.
En enero de 1989, fue elegido presidente del Partido Conservador de Brooklyn y en 1992 fue elegido vicepresidente del Partido Conservador del Estado de Nueva York.
En 1981, fue elegido director nacional de Young Americans for Freedom (YAF) a los 22 años, un grupo juvenil conservador. Se desempeñó como director hasta 1983.
Kassar ocupó cargos de alto nivel en el personal de la minoría de la Asamblea Estatal y fue jefe de gabinete del senador estatal Marty Golden. En 1995, fue nombrado por el gobernador George Pataki y confirmado por el Senado del Estado de Nueva York como comisionado de la Comisión Ambiental Interestatal.
También se desempeñó como presidente de la asociación cívica de Dyker Heights en Brooklyn, Nueva York, y formó parte de la junta directiva del antiguo Hospital Victory Memorial.
Además, escribe una columna semanal para la publicación The Brooklyn Reporter.
Kassar es un residente de toda la vida de Brooklyn, Nueva York,donde vive en la comunidad de Dyker Heights con su esposa, Janet.